# Маргиани, Реваз Акакиевич
Реваз Акакиевич Маргиани (1916 — 1984) — советский хозяйственный, государственный и политический деятель, писатель.

## Биография
Родился в 1916 году в Мулахи. Член КПСС с 1947 года.
Выпускник филологического факультета Тбилисского университета. Участник Великой Отечественной войны. С 1933 года — на общественной и творческой работе. В 1932—1984 гг. — литературный сотрудник, собиратель сванского фольклора, главный редактор газеты «Литературули Сакартвело» («Литературная Грузия»), главный редактор журнала «Дроша» («Знамя»)
Умер в Тбилиси в 1984 году.

## Сочинения
- Грузинские стихи, М., 1948 (пер. на рус.);
- Восхождение, М., 1957 (пер. на рус.);
- Горы тянутся ввысь, Тб., 1964 (пер. на рус.);
- Родные имена, М., 1968 (пер. на рус.);
- Стихи, М., 1971 (пер. на рус.).